# Gelbschwanzflunder
Die Gelbschwanzflunder (Limanda ferruginea, Syn.: Pleuronectes ferruginaeus) ist ein rechtsäugiger Plattfisch mit länglich-ovalem Körper. Sie ist etwa halb so breit wie lang. Sie kann bei einem Gewicht von 1,5 kg eine Länge von 64 cm erreichen. Ihre Augen stehen so eng zusammen, dass sich die runden Augenhöhlen fast berühren. Die Färbung der Haut ist oben bräunlich bis schiefrig-oliv mit unregelmäßigen größeren rostfarbigen Flecken (ferruginea). Die Schwanzflosse ist gelblich – ein markantes Merkmal dieser Art (daher der Name). Auf der Blindseite ist sie weiß bis auf den gelblichen Schwanzstiel.
Die Gelbschwanzflunder ist im Nordwest-Atlantik verbreitet, sie kommt von Süd-Labrador (Kanada) bis zur Chesapeake Bay (USA) vor.
Sie lebt überwiegend auf sandigen bis schlammigen Böden in Tiefen von 40 bis 85 Metern. Ihre Nahrung besteht hauptsächlich aus kleinen Wirbellosen, überwiegend Borstenwürmern, Krebstieren und gelegentlich kleinen Fischen wie Sandaalen und Lodden. Sie wird kommerziell befischt und vor allem in Nordamerika vermarktet. Versuche mit Zucht in Aquakultur werden durchgeführt. Sie besitzt eine hohe Reproduktivität, die Verdopplungszeit der Population beträgt 15 Monate.